# Documento de identidad (Azerbaiyán)

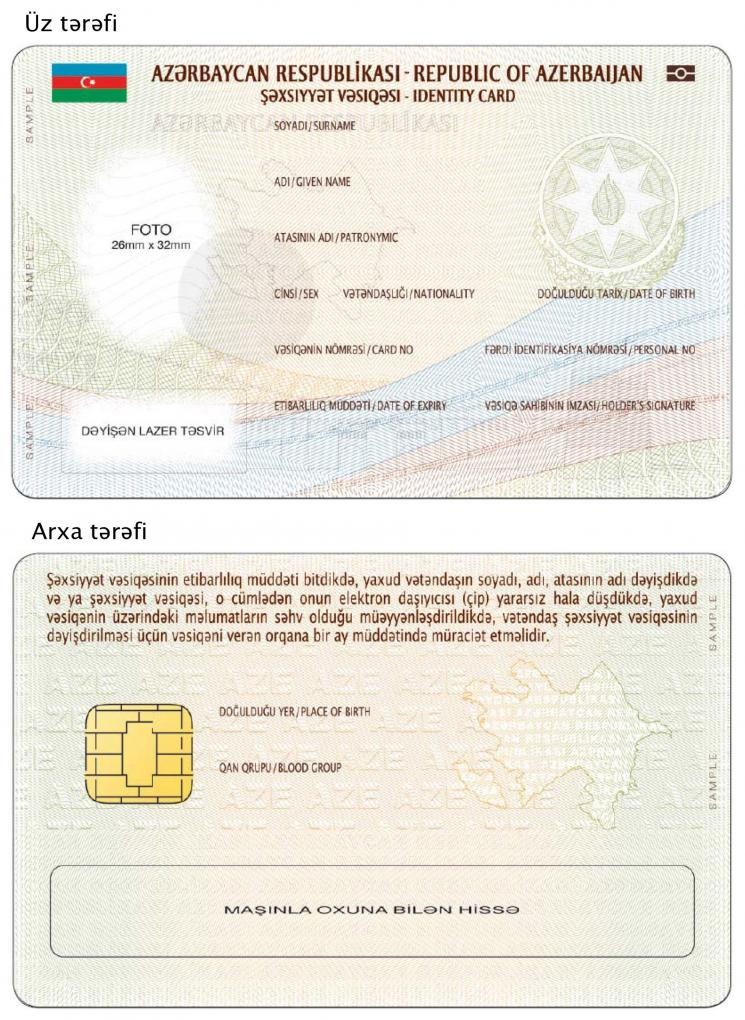
Anverso y reverso de un certificado de identidad azerí.

Documento de identidad azerbaiyano o azerí es un documento, que certifica la identidad y informaciones principales de  propiedad, que es el ciudadano de la Azerbaiyán en el territorio de la República de Azerbaiyán.
La ley sobre el documento de identidad de ciudadano de la República de Azerbaiyán fue afirmado el 14 de junio de 1994 por el presidente Heydar Aliyev.
La descripción del documento fue aprobado por el orden del presidente de la República de Azerbaiyán del 7 de febrero de 2012.  Tamaño del documento - 85,6 mm х 54 mm.

## Expedición del documento de identidad
El documento de identidad se expide a los ciudadanos de la República de Azerbaiyán según su solicitud, certificado de nacimiento, fotografía (para los mayores de 16) y el comprobante de pago del gravamen estatal.  
El ciudadano debe recibir nuevo documento de identidad en los siguientes casos: 
- al cumplir 16, 25, 35, 50 años
- al cambiar nombre, apellido, lugar de residente, estado civil, reclutamiento
- al pèrdir o en caso de mal estado del documento.[3]

En caso de fallecimiento del ciudadano de la República de Azerbaiyán el documento de identidad se rinde al órgano del registro civil. 

## Contenido
El documento de identidad del ciudadano de la República de Azerbaiyán existe de 2 tipos. 
1. Documento, que se expide al ciudadano hasta año 16
2. Documento, que se expide al ciudadano después del 16

El documento de identidad, que se expide al ciudadano hasta año 16 debe contener la información siguiente:
- serie y número del documento
- apellido y nombre del ciudadano
- apellido y nombre del padre del ciudadano
- apellido y nombre del madre del ciudadano
- fecha y lugar del nacimiento
- sexo
- grupo sanguíneo
- lugar de residente